# Goražde
Goražde (serbokroatisch-kyrillisch Горажде, deutsch veraltet Goraschde, Strupnitsch) ist eine Stadt im Osten von Bosnien und Herzegowina. Sie gehört zur Föderation Bosnien und Herzegowina, einer von zwei Verwaltungseinheiten des südosteuropäischen Landes, und liegt ca. 50 km südöstlich von Sarajevo (Luftlinie) an der Drina. Die Stadt hat 22.000 Einwohner und wird zu 90 % von Bosniaken bewohnt. Wirtschaftlich sind Metall- und Chemieindustrie von Bedeutung.
Goražde ist die größte von drei Gemeinden des kleinen Kantons Bosnisches Podrinje und dessen Verwaltungszentrum.

## Geografie
Die Stadt befindet sich auf etwa 345 Meter über dem Meeresspiegel am Oberlauf der Drina, die hier – aus Foča kommend – für ein kurzes Stück von ihrem Nordkurs abweicht und nach Nordosten fließt. Goražde ist von bewaldetem Bergland umgeben, dessen Gipfel sich in Stadthöhe bis auf 960 Meter (Sjenokos) erheben. Der etwas entfernt im Westen gelegene Berg Ostro in den Ausläufern der Jahorina erreicht 1016 Meter.

## Geschichte
Goražde wurde erstmals im Zeitraum von 1379 bis 1404 erwähnt. Damals befand es sich an einer Handelsstraße, die von Ragusa kommend durch das Tal der Drina in Richtung der Silberbergwerke von Srebrenica und weiter verlief. Von 1423 bis 1878 stand es unter der Herrschaft des Osmanischen Reiches, danach von 1878 bis 1918 unter Vorherrschaft Österreich-Ungarns. Im Zweiten Weltkrieg kam es im vor allem zwischen Partisanen und Tschetniks hart umkämpften Ostbosnien – auch in der Umgebung von Goražde – zu Vertreibungen und Massakern.

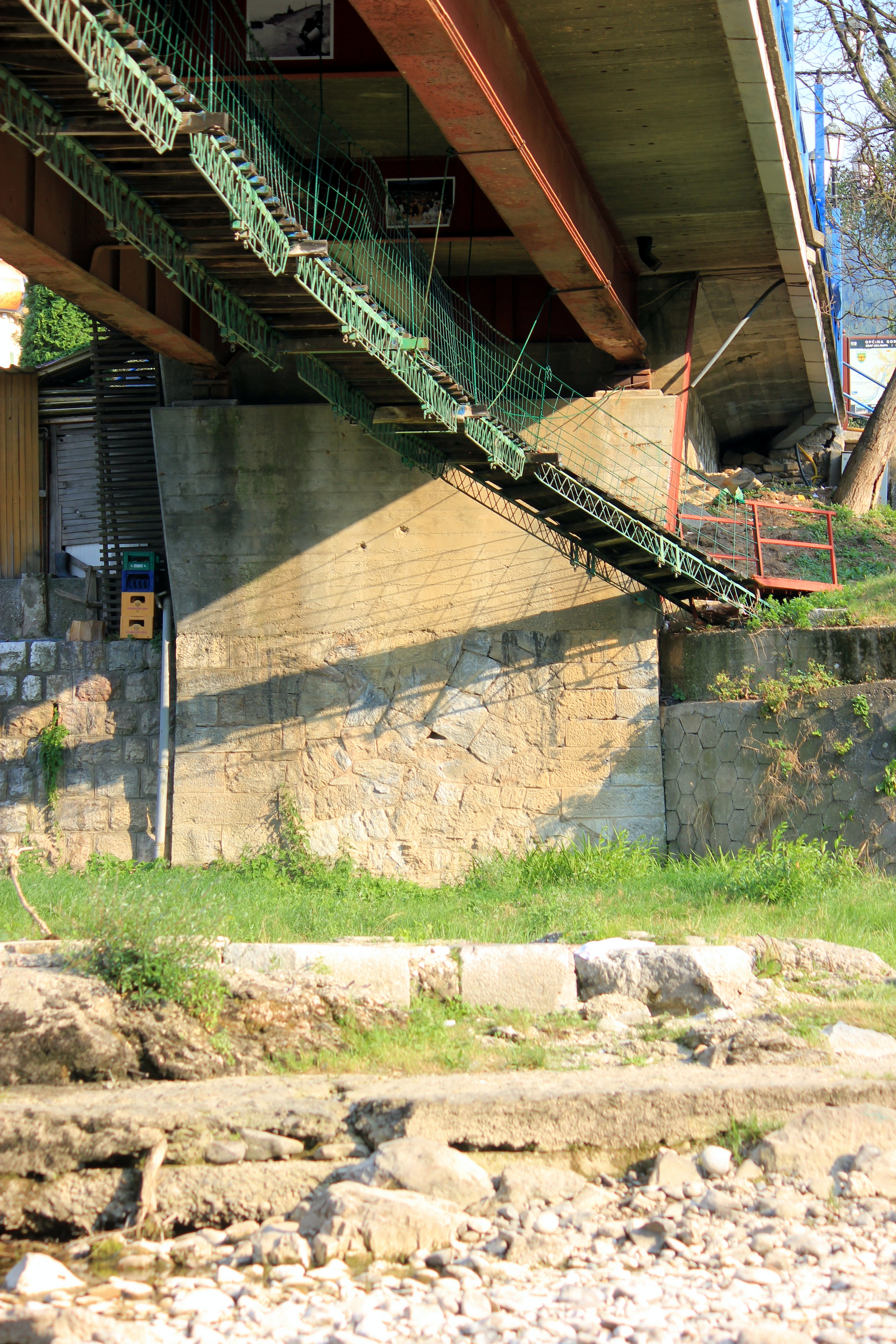
Die Alija-Izetbegović-Brücke während des Bosnienkriegs mit zusätzlicher Fußgänger-Hängebrücke zum Schutz vor Heckenschützen

Im Bosnienkrieg von 1992 bis 1995 war die Stadt zwischen bosnischen Serben und Bosniaken heftig umkämpft und beinahe von Beginn an belagert. Im Spätsommer 1992 wurden die Serben aus der Umgebung des Ortes vertrieben und der Belagerungsring gelockert. 1993 wurde sie zur UN-Schutzzone erklärt, was jedoch an der Situation nichts änderte. Ein serbischer Angriff auf Goražde im März 1994 wurde von Seiten der UNO zwar beobachtet, aber nicht verhindert. Im April, als sich die Lage erneut verschärfte und serbische Artillerie das Stadtzentrum angriff, wurden dagegen im Rahmen der Operation Deny Flight serbische Stellungen rund um Goražde von NATO-Flugzeugen unter Beschuss genommen. Goražde blieb die einzige der mehrheitlich von Bosniaken bewohnten Städte an der Drina, die sich in den kriegerischen Auseinandersetzungen aus eigener Kraft verteidigen konnte. Im Abkommen von Dayton wurde der größte Teil des Stadtgebietes der Föderation Bosnien und Herzegowina zugesprochen; nur einige Orte im Norden und Nordosten kamen zur Republika Srpska und bilden heute die Gemeinde Ustiprača (auch Novo Goražde).
Der Comicband Safe Area Goražde (2000) von Joe Sacco stellt eine illustrierte Reportage über den Alltag in der Schutzzone zwischen 1992 und 1995 dar.

## Bevölkerung
Nach der letzten jugoslawischen Volkszählung von 1991 hatte die Großgemeinde Goražde 37.753 Einwohner, die sich auf 187 Siedlungen verteilten. Davon bezeichneten sich 26.296 als Slawische Muslime (69,98 %), 9.843 als Serben (26,19 %) und 789 als Jugoslawen (2,09 %). Die Stadt selbst verfügte damals über 16.273 Einwohner. Der Anteil der Bosniaken war hier etwas geringer (58,79 %), jener der Serben höher (34,31 %).
Laut Zensus 2013, dem ersten nach dem Krieg, hatte die Opština Goražde – nunmehr ohne Ustiprača bzw. Novo Goražde – insgesamt 20.897 Einwohner. Davon bezeichneten sich 19.692 als Bosniaken (94,2 %) und 707 als Serben (3,4 %). 497 gaben eine andere oder keine Zugehörigkeit an (2,4 %).

## Sport
Der Fußballverein FK Goražde spielt in der Zweiten Liga Bosniens.

## Söhne und Töchter der Stadt
- Stjepan Vukčić Kosača (1405–1466), Großvojvode von Bosnien, geboren nahe Goražde
- Isak Samokovlija (1889–1955), Schriftsteller
- Alija Šiljak (1947–2015), General und Politiker
- Senjanin Maglajlija (* 1968), Handballspieler und -trainer
- Elvir Laković Laka (* 1969), Sänger
- Miroslav Radović (* 1984), Fußballspieler
- Džejla Ramović (* 2002), Sängerin

## Städtepartnerschaften
Partnerstädte von Goražde sind
- Kayseri, Türkei, seit 1996
- Gaziemir, Türkei, seit 1998
- Mettmann, Deutschland, seit 1998
- Gävle, Schweden, seit 1999
- Gera, Deutschland, seit 2002
- Adapazarı, Türkei, seit 2005
- Sarajevo-Stari Grad, Bosnien und Herzegowina, seit 2005
- Sesto San Giovanni, Italien, seit 2006
- Maragha, Iran, seit 2009
- Saint-Brieuc, Frankreich, seit 2010
- Güngören, Türkei, seit 2010
- Keçiören, Türkei, seit 2010
- Lamballe, Frankreich, seit 2011
- Trogir, Kroatien, seit 2011
- Ptuj, Slowenien, seit 2011
- Şahinbey, Türkei, seit 2013